# کریستیان ترلیزی
کریستیان ترلیزی (به ایتالیایی: Christian Terlizzi) بازیکن فوتبال و اهل ایتالیا است که از سال ۲۰۰۶ میلادی عضو تیم ملی فوتبال ایتالیا بوده و در ۱ بازی ملی حضور داشته‌است. او در بازی‌های ملی‌اش گلی به ثمر نرساند.